# Epirhyssa spiloptera
Epirhyssa spiloptera är en stekelart som beskrevs av Cameron 1905. Epirhyssa spiloptera ingår i släktet Epirhyssa och familjen brokparasitsteklar. Utöver nominatformen finns också underarten E. s. nigristernum.